# Antonia Kidman
Antonia Kidman (n. Melbourne, Australia; 14 de julio de 1970) es una actriz, periodista y presentadora de televisión australiana, conocida por ser la hermana menor de la actriz Nicole Kidman.

## Primeros años
Nacida el 14 de julio de 1970 en Melbourne, Victoria, Antonia es la hija menor del Dr. David Anthony Kidman, un biólogo, y de Janelle Ann Glenny, una auxiliar de enfermería. A los dos años, su familia se mudó a Sídney, Nueva Gales del Sur. Asistió al Monte Sant'Angelo Mercy College, una escuela de niñas situada en el norte de Sídney.

## Carrera
Comenzó su carrera como periodista como una investigadora del canal Nine Network para el programa Today, y más tarde trabajó como periodista en Newcastle para NBN Television.
Kidman ha trabajado también a largo plazo con FOX, y en 2002 presentó su propia serie, The Little Things.
En el año 2008, Antonia recibió el premio a "La Personalidad Femenina Preferida" ("Favorite Female Personality") en los premios ASTRA por segunda vez consecutiva.
En su tiempo libre, Kidman también escribe un blog de la ANZ, titulado The Journey That Matters, que trata sobre temas de la vida cotidiana.

## Vida personal
Kidman se casó con Angus Hawley en febrero de 1996. Su boda se celebró en la capilla del Monte Sant'Angelo Mercy College y contó con la presencia de su  hermana Nicole Kidman y su entonces marido Tom Cruise. Fruto de su relación nacieron cuatro hijos: Lucia (nacida en 1999), Hamish "Hamey" (nacido en 2001), James (nacido en 2003) y Sybella (nacida en 2007). En mayo de 2007, Kidman y Hawley anunciaron su divorcio tras 11 años de matrimonio. Antonia sigue viviendo en Greenwich, Sídney, y mantiene una custodia compartida con su exmarido.
En septiembre de 2009 Antonia anunció su compromiso con Craig Marran con el cual contrajo matrimonio en 2010 y tuvo dos hijos más, Nicholas en diciembre de 2010, y Alexander Norman en diciembre de 2012.

## Ayuda a la Comunidad
Antonia Kidman ha colaborado con las asociaciones Royal Hospital for Women, Mother Day's Foundation, Randwick Children's Hospital Archivado el 6 de abril de 2007 en Wayback Machine., National Breast Cancer Foundation y la Fundación del Zoológico de Taronga.